# Roepkeella viridigrisea
Roepkeella viridigrisea är en fjärilsart som beskrevs av George Francis Hampson 1898. Roepkeella viridigrisea ingår i släktet Roepkeella och familjen tandspinnare. Inga underarter finns listade.